# Atractosteus spatula
Atractosteus spatula је риба из породице гар и једна од највећих слатководних риба у Северној Америци. Фосилни остаци ове врсте датирају из периода ране креде од пре 100 милиона година. Често су називане „примитивним рибама” или „живим фосилима” јер садрже неке морфолошке карактеристике својих најранијих предака, као што су спиралне заклопке, које су уобичајене за пробавни систем ајкула и способност да удишу и ваздух. По изгледу имају сличности са алигаторима, са њиховим шпицастим њушкама, дугим и оштрим зубима. Тело има облик торпеда, обично је смеђе или маслинасте боје, до светлосиве или жуте.
За разлику од других врста из своје породице, Atractosteus spatula има двоструки ред великих и оштрих зуба, како би лакше држали плен, који лове из заседе. Хране се мањим рибама, али и птицама и ситним сисарима које нађу на површини воде. Популације ове врсте више не настањују њихова историјска подручја због уништавања станишта и риболова. Данас настањују воде у јужним деловима Сједињених Америчих Држава све до Мексика. Могу се прилагодити сланим водама, настанити у слатководним језерима, мочварама, ушћу река и у увалама дуж Мексичког залива.
Готово пола века ова врста се сматрала штетном за спортски риболов и циљано је елиминисана у Сједињеним Државама. Осамдесетих година 20. века донете су разумније еколошке мере и на крају је истакнуто да ова врста није ништа мање битна од других екосистема. Временом ова врста постала је заштићена, а неколико државних и федералних агенција Сједињених Држава покренуло је програме о информисању о овој врсти. Atractosteus spatula често се вештачки узгаја у базенима, ради хране у Мексику и у истраживачке сврхе.

## Анатомија и таксономија
Atractosteus spatula највећа је врста у породици гар и међу највећим слатководним рибама у Северној Америци. Зрели примерак обично је дужине 1,8 м, а буде тежак 45 килограма. Постоје извештаји да поједини примерци ове врсте могу нарасти до 3 м и тежити чак 159 кг. Највећи ухваћени примерак био је у мрежи рибара из Виксбурга у мртваји реке Мисисипи. Имао је 2,57 м а тежио је 148 кг, а према званичним подацима утврђено је да је риба била стара између 50 и 70 година, док у једном извештају стоји да је старост најмање 95 година. Риболовац је овај примерак поклонио Музеју природних наука у Мисисипију, где је изложен. Atractosteus spatula обично су смеђе или маслинасто бледе боје, до светилије сиве или жуте. Леђна и анална пераја су им постављена према задњем делу тела.
Atractosteus spatula има шкрге, али за разлику од других врста са малим изузецима, имају мехур који допуњује шкрге кисеоником. Бешика им такође омогућава да удишу ваздух, због чега могу да насељавају места у води, где већина других врста не би преживела. Пливачки мехур им омогућава да удишу кисеоник, што је примећено у језерима на југу Сједињених Држава. Тело ове врсте заштићено је мембранама ромбоидног облика, често са назубљеним ивицама од жилавог унутрашњег слоја кости и тврдог спољног слоја, што је чини међу мањим предаторима готово непробојном.
Бернард Лапесед први је описао ову врсту 1803. године. Прво име јој је било Lepisosteus spatula, али га је Е. О. Вили 1976. године променио у Atractosteus spatula. Фосили ове врсте нађени су у Европи из периода креде, као и у Индији, а у Северној Америци из модернијег доба. Постоје докази да је ова врста постојала у периоду ране креде, пре више од 100 милиона година. Иако су високо еволуирале, често их називају „примитивним рибама” или „живим фосилима” из разлога што су задржале неколико морфолошких карактеристика својих предака.
Atractosteus spatula је пасивна, наизглед спора али релативно агресивна риба. Лове углавном ноћу и пре свега су месоједи, а поред риба хране се птицама и морским сисарима који плутају по површини воде. Лове из заседе, једу доста врста риба, али првенствено врсту Dorosoma и бескичмењаке. У њиховим стомацима је такође откривен риболовачки прибор, делови мотора и чамаца.

## Исхрана и размножавање
Као и већина његових предака, ова врста је дуговенка и касно сазрева сексуално. Већина женки не достигне сексуалну зрелост пре прве деценије живота, док је мужјаци достигну када имају пет година, а постоје многи услови и фактори како би мрест био успешан. Припрема за мрест почиње у пролеће, порастом нивоа воде и температуре, када се стравају увале, што овој врсти пружа станиште и места богата мањим рибљим врстама, којима се храни. Када температура воде достигне од 20 до 28 °C, сви критеријуми су испуњени, а Atractosteus spatula се креће у плићацима како би се мрестила. Мрест почиње када мужјаци крену да се окупљају око женки, почну да се грче и увијају око њих, а оне касније ослобађају јаја. Лепљива јајашца се лепе за вегетацију и њихов развој тада почиње. Потребно је само неколико дана да се рибе излегу, постану ларве и још неколико дана да порасту. Производња јаја је промењива и верује се да зависи од величине женке. Јаја ове врсте су црвена и отровна за људе ако се прогутају.
Atractosteus spatula насељава неколико великих водених станишта, а већина их се налази на југу Сједињних Држава у акумулуацијама и језерима, низијским рекама, ушћу и увалама. Повремено се виђају у Мексичком заливу. У Тексасу и Луизијани виђају се крупни примерци ове врсте у заливима и мочварама. Такође настањују доње делове реке Мисисипи и обале залива јужног дела Сједињених Држава и Мексика, све до југа у водама Веракруза, обухватајући воде Тексаса, Оклахоме, Луизијане, Кентакија, Алабаме, Тенесија, Арканзаса, Мисурија, Илиноиса, Флориде и Џорџије. Извештаји указују да је ова врста некада била бројнија у северним деловима, али данас је тамо ретка и појављује се само једном у неколико година. Према записима, Atractosteus spatula је живела на крајњем северу, у водама Канзаса, Небраске, Охаја, Ајове, западног и централног Илиноиса, где их данас више нема. Најсеверније уловељене су у Мередосили у држави Илиноис, 1922. године. Током 2016. године уложени су напори да се ова врста поново настави у водама Тенесија и Илиноиса.
Забележено је и неколико великих примерака ове врсте ван Сједињених Држава.  У новембру 2008. године два званичника Туркменистанксе заштите рибљег света у Каспијском мору, северно од Есенгулија, ухватили су Atractosteus spatula која је била дужине од 1,6 до 2 м. Врста ове рибе није званично утврђена, али се верује да се ради о Atractosteus spatula. Дана 4. септембра 2009. године у Хонг Конгу уловљен је примерак ове врсте дужине 0,8 м. Наредна два дана 16 других примерака ове врсте дужине 1,5 м пронађено је у рибњацима јавних паркова у Хонг Конгу.  Становници из околине ових рибњака истакли су да су врсту Atractosteus spatula пуштали у јавне рибњаке и језера, али након жалбе грађанина рибе су уклоњене из рибњака и језера из страха како би могле да нападну децу.
Због неуобичајено великих и оштрих зуба ове врсте, људи су били уплашени, а медији су извештавали како је ова врста нападала људе, али ниједан извештај није званично потврђен. Дана 21. јануара 2011. године у каналу у граду Пасир Рис у Сингапуру риболовци су ухватили један примерак Atractosteus spatula, дужине 1,5 м. Риба је однешена у оближњи рибњак где је поврђена њена врста. Постоји велики број извештаја о овој врсти у различитим деловима Индије. У августу 2015. године нађена је заплетена у тканину унутар бунара у Дардару, где је живела дуже време, а спасили су је активисти за права животиња. У јуну 2016. године Atractosteus spatula од 3,5 м ухваћена је у језеру у Калкути.

## Људска употреба
Индијанци са југа и карипски народи користили су Atractosteus spatula за јело, а њену кожу за прављење стрелица и прслука. Досељеници у Сједињене Дражве од њене коже правили су торбе и разне друге предмете. Уље ове врсте такође је коришћено од стране становника Арканзаса како би терали бизоне. Готово пола века ова рибља врста сматрала се „рибом смећа” и наводно је нападала људе. Рибари су учествовали у лову хиљаде примерака ове врсте верујући да ће тако очистити екосистем.  Године 1992. објављена је документарна емисија под називом Alligator Gar: Predator or Prey? у време кад су ову рибу још називали „смећем”. Након тога престало је убијање ове врсте рибе и започело очувавање преостале популације ове врсте у Сједињеним Америчким Државама, који су међу првима увели заштиту за ову врсту рибе, под окриљем Министарства за очување рибљег фонда у Мисурију, са партнерством у Тенесију, Аркансасу, Кентакију, Илиноису, Тексасу, Оклахоми и Луизијани.
Дугогодишња предрасуда јавности о врсти Atractosteus spatula као отпадној или штеној риби променила се повећањем националне и међународне пажње према овој врсти, а неки ту заслугу преписују ТВ емисијама. Оклахома, Тексас, Аркансас, Мисисипио и Луизијана омогућавају спортски риболов на ову врсту. Највећи ухваћен примерак ове врсте имао је 127 килограма, а ухваћен је у јануару 1951. године у Тексасу. Најдужи примерак ухваћен је 1991. године и имао је 2,9 м дужине. Смањење популације ове врсте резултирало је због прекомерног риболова. Atractosteus spatula има висок принос филета од белог меса и мали проценат нејестивих делова у односу на тежину. Заједно са раковима представљају специјалитет јела на југу Сједињених Држава. Постоји и мала индустрија која продаје и дизајнира накит направљен од коже ове врсте риба, а праве се и торбе као и многи други ситни предмети. Atractosteus spatula честа је у јавним акаријума, јер брзо расте, отпорна је на болести, лако се прилагођава на храну, а млади примерци толеришу и низак квалитет воде.
Упркос томе што су релативно велике рибе, оне се чувају у акваријумима. За њих су потребни велики акваријуми или рибањаци, што је довољно да би преживели у заточеништву. Такође су популарни у јавним акваријумима и зоолошким вртовима. У многим регионима држање ове врсте као кућног љубимца је незаконито, али се оне повремено појављују у продавницама риба.  Постоји велика потражња за Atractosteus spatula посебно за акваријуме у Јапану. У јуну 2011. године тројица мушкараца са Флориде и из Луизијане оптужени су за илегално уклањање ове врсте из реке Тринити у Тексасу, у покушају да их пошаљу у Јапан.